# Галлей, Робер
Робер Галлей (фр. Robert Galley; 11 января 1921, Париж, Франция — 8 июня 2012, Труа, Франция) — французский государственный деятель, министр обороны Франции (1973—1974 и 1980—1981).

## Биография
Получил высшее инженерное образование.
В 1940 году по призыву к французам Шарля де Голля переехал в Великобританию, вступив во французские свободные силы (Françaises Libres). Во время освободительных действий во Франции в 1944—1945 годах проявлял крайнюю жёсткость, которую ряд историков приравняли к военным преступлениям в отношении к пленным солдатам вермахта.
После войны примкнул к голлистам, специализировался на нефтяной и атомной промышленности. С 1954 года являлся членом Комиссии по атомной энергии (CEA), где в частности отвечал за строительство исследовательского центра Pierrelatte по производству обогащенного урана и завода в Маркуль по извлечению плутония. Затем отвечал за создание Научно-исследовательского института информатики и автоматизации, первым президентом которого он был назначен в 1967 году.
- В 1968—2002 годах — депутат Национального собрания Франции от Союза демократов в поддержку республики и Объединения в поддержку республики. Во время майских событий 1968 года стал одним из основателей Комитетов защиты республики.
- В 1968 году — министр инфраструктуры и жилищного строительства,
- В 1968—1969 годах — министр-делегат премьер-министра по научным исследованиям, вопросам атомной энергии и космонавтики,
- В 1969—1972 годах — министр почт и телекоммуникаций,
- В 1972—1973 годах — министр транспорта,
- В 1973—1974 годах — министр обороны,
- В 1976—1980 годах — министр по делам кооперации, инициировал законопроект, так называемый «Lex Galley», ограничивавший земельные спекуляции и открывавший новое финансирование общинам. Несмотря на сопротивления внутри партии, также проводил политику укрепления жилищной собственности и ремонта старого жилого фонда, при этом выступал за ограничение строительства в Париже высотных зданий. В правительстве Барра особое внимание уделял укреплению сотрудничества в рамках ЕС и вопросам оказания французский помощи в целях развития,
- В 1980—1981 годах — министр обороны и министр по делам кооперации Франции.
- В 1984—1990 годах — казначей партии «Объединение в поддержку республики». Состоял в ортодоксально-голлистском Движении инициативы и свободы.
- В 1972—1995 годах — мэр Труа.

Умер 8 июня 2012 года в Труа, Франция в возрасте 91 года.